# Strajk szkolny w Poznaniu (1906)
Strajk szkolny w Poznaniu – strajk szkolny, który miał miejsce w Poznaniu we wrześniu 1906.
Strajk był odpowiedzią na usunięcie przez władze zaborcze języka polskiego ze szkolnictwa powszechnego, poprzez wprowadzenie języka niemieckiego na lekcjach religii (Kulturkampf). Wystąpienia rozpoczęły się 20 września od szkoły przy ul. Wszystkich Świętych (klasy IIIb i IVa), kiedy to dziewczęta przestały odpowiadać na jakiekolwiek pytania nauczycieli religii zadawane w języku niemieckim. Złożono też niemieckie podręczniki na stole nauczycielskim. Następnie tylko 5 dziewcząt na 47 odmówiło pacierz w języku niemieckim, a jedna po polsku. Lekcja religii odbyła się bez drastycznych kar, ale na pozostałych lekcjach dochodziło do bicia dzieci za błahe przewinienia. W następnych dniach strajk przeniósł się do innych szkół.